# Himalayalijster
De himalayalijster (Zoothera mollissima) is een zangvogel uit de familie Turdidae (lijsters).

## Verspreiding en leefgebied
Deze soort telt 3 ondersoorten:
- Z. m. whiteheadi: de noordwestelijke Himalaya.
- Z. m. mollissima: van de centrale en oostelijke Himalaya tot zuidelijk China.
- Z. m. griseiceps: sinds 2016 als aparte soort beschouwd, de sichuanlijster[2].